# Saison 2024-2025 du Paris Saint-Germain
Maillots
Chronologie
Saison précédente Saison suivante
La saison 2024-2025 du Paris Saint-Germain est la 55e saison de son histoire et la 51e saison d'affilée en première division.

## Préparation d'avant-saison
La reprise de l'entraînement a lieu le lundi 15 juillet 2024 pour une partie des joueurs, tandis que les internationaux ayant disputés l'Euro et la Copa América avec leur sélection nationale au mois de juin sont attendus le lundi 22 juillet 2024.
Il y a deux rencontres amicales prévues pour la présaison : contre SK Sturm Graz, le 7 août 2024 à Klagenfurt et contre RB Leipzig, le 10 août 2024 à Leipzig.

## Transferts

### Transferts estivaux
| Nom                  | Poste     | Transfert                     | Montant                | Provenance/Destination     | Division              |
| -------------------- | --------- | ----------------------------- | ---------------------- | -------------------------- | --------------------- |
| Arrivées (175 M€)    |           |                               |                        |                            |                       |
| João Neves           | Milieu    | Transfert                     | 60 M€                  | Benfica Lisbonne           | Liga Portugal         |
| Désiré Doué          | Attaquant | Transfert                     | 50 M€ + 10 M€ de bonus | Stade rennais FC           | Ligue 1               |
| Willian Pacho        | Défenseur | Transfert                     | 45 M€                  | Eintracht Francfort        | Bundesliga            |
| Matvey Safonov       | Gardien   | Transfert                     | 20 M€                  | FK Krasnodar               | Premier-Liga          |
| Senny Mayulu         | Milieu    | Premier contrat professionnel |                        | Paris Saint-Germain -19    | National -19          |
| Lucas Lavallée       | Gardien   | Retour de prêt                |                        | USL Dunkerque              | Ligue 2               |
| Colin Dagba          | Défenseur | Retour de prêt                |                        | AJ Auxerre                 | Ligue 2               |
| Juan Bernat          | Défenseur | Retour de prêt                |                        | Benfica Lisbonne           | Liga Portugal         |
| Vimoj Muntu Wa Mungu | Défenseur | Retour de prêt                |                        | Torino FC                  | Serie A               |
| Ismaël Gharbi        | Milieu    | Retour de prêt                |                        | Stade Lausanne Ouchy       | Super League          |
| Ayman Kari           | Milieu    | Retour de prêt                |                        | FC Lorient                 | Ligue 1               |
| Noha Lemina          | Milieu    | Retour de prêt                |                        | Wolverhampton Wanderers FC | Premier League        |
| Édouard Michut       | Milieu    | Retour de prêt                |                        | Adana Demirspor            | Süper Lig             |
| Gabriel Moscardo     | Milieu    | Retour de prêt                |                        | SC Corinthians             | Serie A               |
| Cher Ndour           | Milieu    | Retour de prêt                |                        | SC Braga                   | Liga Portugal         |
| Renato Sanches       | Milieu    | Retour de prêt                |                        | AS Roma                    | Serie A               |
| Xavi Simons          | Milieu    | Retour de prêt                |                        | RB Leipzig                 | Bundesliga            |
| Hugo Ekitike         | Attaquant | Retour de prêt                |                        | Eintracht Francfort        | Bundesliga            |
| Ilyes Housni         | Attaquant | Retour de prêt                |                        | Al-Sadd SC                 | Qatar Stars League    |
| Départs (86,5 M€)    |           |                               |                        |                            |                       |
| Manuel Ugarte        | Milieu    | Transfert                     | 50 M€                  | Manchester United          | Premier League        |
| Hugo Ekitike         | Attaquant | Transfert (OA levée)          | 16,5 M€                | Eintracht Francfort        | Bundesliga            |
| Joane Gadou          | Défenseur | Transfert                     | 10 M€                  | RB Salzbourg               | Bundesliga (Autriche) |
| Ismaël Gharbi        | Milieu    | Transfert                     | 5 M€                   | SC Braga                   | Liga Portugal         |
| Danilo Pereira       | Milieu    | Transfert                     | 5 M€                   | Al-Ittihad                 | SPL                   |
| Sékou Doucouré       | Défenseur | Transfert                     |                        | FC Nantes                  | Ligue 1               |
| Édouard Michut       | Milieu    | Transfert libre               |                        | Adana Demirspor            | Süper Lig             |
| Noha Lemina          | Milieu    | Transfert libre               |                        | FC Annecy                  | Ligue 2               |
| Renato Sanches       | Milieu    | Prêt (avec OA)                |                        | Benfica Lisbonne           | Liga Portugal         |
| Ilyes Housni         | Attaquant | Prêt (avec OA)                |                        | Le Havre AC                | Ligue 1               |
| Lucas Lavallée       | Gardien   | Prêt                          |                        | Aubagne FC                 | National              |
| Juan Bernat          | Défenseur | Prêt                          |                        | Villarreal CF              | LaLiga                |
| Nordi Mukiele        | Défenseur | Prêt                          |                        | Bayer Leverkusen           | Bundesliga            |
| Gabriel Moscardo     | Milieu    | Prêt                          |                        | Stade de Reims             | Ligue 1               |
| Cher Ndour           | Milieu    | Prêt                          |                        | Beşiktaş JK                | Süper Lig             |
| Carlos Soler         | Milieu    | Prêt                          |                        | West Ham United            | Premier League        |
| Xavi Simons          | Milieu    | Prêt                          |                        | RB Leipzig                 | Bundesliga            |
| Colin Dagba          | Défenseur | Résiliation de contrat        |                        | K. Beerschot AC            | Pro League            |
| Alexandre Letellier  | Gardien   | Fin de contrat                |                        |                            |                       |
| Keylor Navas         | Gardien   | Fin de contrat                |                        | Newell's Old Boys          | Primera División      |
| Sergio Rico          | Gardien   | Fin de contrat                |                        | Al Gharafa SC              | Qatar Stars League    |
| Layvin Kurzawa       | Défenseur | Fin de contrat                |                        | Boavista FC                | Liga Portugal         |
| Ethan Mbappé         | Milieu    | Fin de contrat                |                        | LOSC Lille                 | Ligue 1               |
| Kylian Mbappé        | Attaquant | Fin de contrat                |                        | Real Madrid CF             | LaLiga                |

### Transferts hivernaux
| Arrivées (70 M€)      |           |                                      |               |                |
| Khvicha Kvaratskhelia | Attaquant | Transfert (70 millions d'euros)      | SSC Naples    | Serie A        |
| Départs (90 M€)       |           |                                      |               |                |
| Xavi Simons           | Milieu    | Transfert (50 + 30 millions d'euros) | RB Leipzig    | Bundesliga     |
| Cher Ndour            | Milieu    | Transfert (10 millions d'euros)      | Fiorentina    | Serie A        |
| Randal Kolo Muani     | Attaquant | Prêt                                 | Juventus FC   | Serie A        |
| Milan Škriniar        | Défenseur | Prêt                                 | Fenerbahçe SK | Süper Lig      |
| Marco Asensio         | Milieu    | Prêt                                 | Aston Villa   | Premier League |
| Juan Bernat           | Défenseur | Résiliation de contrat               | Villarreal CF | LaLiga         |

## Compétitions
| Championnat de France | Ligue des champions | Coupe de France | Trophée des champions | Coupe du monde des clubs |
| --------------------- | ------------------- | --------------- | --------------------- | ------------------------ |
| Champion              | Vainqueur           | Vainqueur       | Vainqueur             | Finaliste                |
| 26V 6N 2D             | 11V 1N 5D           | 5V 1N 0D        | 1V 0N 0D              | 5V 0N 2D                 |
| TOTAL : 48V 8N 9D     |                     |                 |                       |                          |

### Trophée des champions
La rencontre devait initialement se dérouler le 8 août 2024 à Pékin. Le match est ensuite reporté au 28 août 2024 mais est annulé de nouveau. Finalement, la LFP annonce que le match se joue le dimanche 5 janvier 2025 au Stade 974 de Doha au Qatar,.
Le Paris Saint-Germain a remporté le Trophée des Champions face à l’AS Monaco (1-0) grâce à un but d’Ousmane Dembélé dans les arrêts de jeu (90e+2). Dominateurs tout au long du match, les Parisiens ont buté sur le gardien monégasque Philipp Köhn avant de faire la différence en toute fin. C’est le 13e sacre du PSG dans cette compétition.
| Trophée des champions 2024        | Paris Saint-Germain        | 1 - 0   | AS Monaco     | Stade 974, Doha                                                 |                                                                 |
| Dimanche 5 janvier 2025 17h30 CET | Dembélé 90+2e              | (0 - 0) |               | Spectateurs : 39 682 Diffuseur : DAZN Arbitrage : Willy Delajod | Spectateurs : 39 682 Diffuseur : DAZN Arbitrage : Willy Delajod |
| Dimanche 5 janvier 2025 17h30 CET | N.Mendes 23e · Barcola 87e | Rapport | 36e Vanderson | Spectateurs : 39 682 Diffuseur : DAZN Arbitrage : Willy Delajod | Spectateurs : 39 682 Diffuseur : DAZN Arbitrage : Willy Delajod |

### Championnat

#### Journées 1 à 4
Le PSG lance sa saison de Ligue 1 par une victoire 4-1 au Havre, au terme d’un match longtemps indécis. Lee Kang-in ouvre le score dès la 3e minute, mais Le Havre égalise après la pause grâce à Gautier Lloris. Deux buts normands sont refusés par la VAR, ce qui maintient le suspense jusqu’en fin de rencontre. Les entrées de Dembélé et Barcola font la différence avec deux buts coup sur coup (85e et 86e), avant que Kolo Muani ne conclue sur penalty. Une victoire rassurante pour un PSG en reconstruction après le départ de Mbappé,.
Le Paris Saint-Germain fait le spectacle au Parc des Princes en écrasant Montpellier 6-0 lors de la 2e journée . Bradley Barcola ouvre le score dès la 4e minute. Marco Asensio double la mise à la 24e, puis Barcola inscrit son doublé à la 53e, servi par Ousmane Dembélé. Achraf Hakimi marque un quatrième but à la 58e avec une reprise de volée, suivi par Warren Zaïre-Emery à la 60e. Lee Kang-in conclut le festival avec une frappe enroulée à la 82e. Gianluigi Donnarumma brille dans les buts, offrant au PSG son premier clean sheet de la saison. Les Parisiens prend la tête du championnat grâce à cette performance collective impressionnante,.
Le PSG s’impose 3-1 à Lille. Après une première mi-temps maîtrisée, le PSG prend l’avantage grâce à un penalty de Vitinha (33e) suite à une faute d’Alexsandro sur Dembélé. Trois minutes plus tard, Barcola double la mise en concluant une belle action collective initiée par Asensio. En seconde période, Lille réagit et réduit l’écart grâce à un tir puissant de Zhegrova à la 78e minute. Mais la VAR annule ensuite l’égalisation de Santos pour un hors-jeu. Dans les dernières secondes du match, Kolo Muani scelle la victoire du PSG en inscrivant un troisième but (90e+2). Avec cette victoire solide, le PSG reprend la tête du championnat,.
Le PSG s'impose 3-1 contre Brest au Parc des Princes. Brest ouvre le score grâce à un penalty de Del Castillo (28e), suite à une faute de Nuno Mendes. Le PSG réagit avant la pause avec un superbe coup de tête de Dembélé (42e). En seconde période, Fabian Ruiz donne l'avantage au PSG avec une frappe puissante de loin (73e), avant que Dembélé ne double la mise (75e) après une contre-attaque rapide. Cette victoire permet au PSG de conserver sa place de leader en Ligue 1, avec un parcours parfait de 12 points en quatre matches. Dembélé brille avec un doublé et confirme sa forme,.

#### Journées 5 à 8
Le PSG a concédé son premier match nul de la saison en Ligue 1 face à Reims (1-1). Bien que dominant avec 78% de possession, le club parisien a été surpris par un but de Nakamura à la 17e minute. En seconde période, Ousmane Dembélé a égalisé à la 71e minute, signant son quatrième but en cinq matchs. Malgré plusieurs occasions des deux équipes, le score est resté bloqué. Ce match a mis fin à la série parfaite du PSG, sans permettre à Reims de relancer sa saison,.
Le Paris Saint-Germain s’est imposé 3-1 face au Stade Rennais lors de la 6e journée de Ligue 1. Bradley Barcola a brillé en inscrivant un doublé (30e, 68e), tandis que Lee Kang-in a ajouté un but à la 58e minute. Rennes a réduit l’écart sur penalty grâce à Arnaud Kalimuendo à la 75e minute. Dominateur avec 80% de possession, le PSG a maîtrisé la rencontre malgré une réaction rennaise en fin de match. Cette victoire confirme l’invincibilité du club parisien et son statut de leader du championnat,.
Le Paris Saint-Germain a été tenu en échec par l’OGC Nice (1-1) à l’Allianz Riviera. Dominé en première période, le PSG a concédé l’ouverture du score avant la pause, sur une belle action collective niçoise. Au retour des vestiaires, les Parisiens ont réagi rapidement grâce à un but de Nuno Mendes à la 52e minute. Par la suite, le PSG a largement dominé les débats, affichant environ 71% de possession et se procurant de nombreuses occasions. Cependant, Marcin Bulka, le gardien de Nice, a multiplié les parades décisives, empêchant les hommes de Luis Enrique de prendre l’avantage. Ce match nul fait perdre au PSG la tête du championnat, désormais occupée par l’AS Monaco,.
Le PSG a repris la tête de la Ligue 1 en s’imposant 4-2 face à Strasbourg. Privé de plusieurs titulaires, Luis Enrique a aligné un onze remanié, dans lequel Bradley Barcola s’est particulièrement illustré avec un but et une passe décisive. Le jeune Senny Mayulu, titularisé pour la première fois en championnat, a également marqué, ouvrant le score à la 18e minute. Marco Asensio a ensuite doublé la mise juste après la pause (47e). Strasbourg a réagi par Sekou Mara (58e), mais Barcola a rapidement redonné de l’air au PSG (66e), avant que Lee Kang-in ne scelle le score à la 90e. Strasbourg a réduit une dernière fois l’écart dans le temps additionnel grâce à Pape Diong (90e+2). Avec cette victoire, Paris revient à hauteur de Monaco avec 20 points, mais s’empare de la première place grâce à une meilleure différence de buts,.

#### Journées 9 à 12
Le PSG domine l’OM 3-0 au Stade Vélodrome lors du Classique. João Neves ouvre le score dès la 7e minute, puis Marseille se retrouve réduit à dix après l’expulsion d’Amine Harit à la 20e. Paris creuse l’écart avec un but contre son camp de Balerdi et une réalisation de Barcola avant la mi-temps. Supérieurs techniquement et numériquement, les Parisiens contrôlent le match. Cette victoire place le PSG en tête du championnat avec trois points d'avance sur Monaco. La rencontre est ternie par des chants homophobes entendus dans les tribunes marseillaises,.
Lors de la 10e journée, le Paris Saint-Germain s'impose 1-0 face au RC Lens au Parc des Princes. Ousmane Dembélé ouvre le score dès la 4e minute, profitant d'une action de Bradley Barcola sur l'aile . Malgré une domination parisienne, le PSG peine à concrétiser ses occasions, butant notamment sur un Brice Samba en grande forme dans les cages lensoises. En seconde période, Lens se retrouve à dix après l'expulsion d'Abdukodir Khusanov à la 59e minute pour une faute sur Achraf Hakimi . Cette victoire permet au PSG de conforter sa place de leader avec six points d'avance sur Monaco,.
Paris s’impose 4-2 sur la pelouse d’Angers lors de la 12e journée. Les Parisiens plient le match en première période avec deux doublés signés Lee Kang-in (17e, 20e) et Bradley Barcola (31e, 45e+2). Barcola devient alors meilleur buteur du championnat. En seconde mi-temps, Luis Enrique fait tourner son effectif, permettant à plusieurs jeunes de jouer. Angers sauve l’honneur en fin de match avec deux buts tardifs de Lepaul et Biumla. Paris conforte sa première place avec six points d’avance sur Monaco,.
Le PSG s’impose facilement 3-0 face à Toulouse au Parc des Princes. João Neves ouvre le score à la 35e minute d’une belle reprise de volée, confirmant la domination parisienne dans cette rencontre maîtrisée. En fin de match, Lucas Beraldo (84e) et Vitinha (90e+1) inscrivent les derniers buts, offrant une victoire confortable au PSG. Ce succès permet à Paris de conserver une solide avance en tête du championnat,.

#### Journées 13 à 17
Le PSG concède un match nul 1-1 face au FC Nantes au Parc des Princes. Après une ouverture du score rapide d’Achraf Hakimi dès la 2e minute, les Parisiens dominent la possession mais manquent de créativité offensive. Nantes égalise à la 38e minute grâce à un superbe enchaînement de Matthis Abline. Malgré une nette domination statistique (près de 85% de possession), le PSG ne parvient pas à concrétiser ses occasions, et le match se termine sur un score de 1-1. Ce résultat laisse le PSG invaincu en championnat cette saison, mais avec une prestation décevante offensivement,.
Le Paris Saint-Germain est tenu en échec 0-0 par l’AJ Auxerre lors de la 14e journée de Ligue 1. Malgré une nette domination statistique, avec 73% de possession et 11 tirs cadrés, les Parisiens ne réussissent pas à concrétiser leurs occasions. Le gardien auxerrois, Donovan Léon, est l’homme du match en multipliant les arrêts décisifs et en frustrant les attaquants parisiens. Ce match nul s’inscrit dans une série de deux rencontres sans victoire pour le PSG, après le 1-1 contre Nantes. L’entraîneur Luis Enrique souligne que le résultat ne reflète pas la performance de son équipe, qui montre une nette supériorité dans le jeu,.
Le PSG s’impose 3-1 face à l’Olympique Lyonnais au Parc des Princes. Désiré Doué réalise un match impressionnant, étant impliqué dans les temps forts offensifs parisiens. Mikautadze réduit l’écart pour Lyon, mais les Parisiens conservent la maîtrise du jeu. Le match est brièvement interrompu en première période à cause de chants homophobes venus des tribunes, provoquant l’intervention de plusieurs joueurs parisiens comme Hakimi et Donnarumma. Ce succès permet au PSG de retrouver le chemin de la victoire après deux matchs nuls et de conforter sa place de leader au classement,.
Le PSG s’impose 4-2 sur la pelouse de l’AS Monaco lors d’un match avancé de la 16e journée de Ligue 1, reprogrammé en raison du Trophée des Champions prévu le 5 janvier. Désiré Doué ouvre le score à la 24e minute sur une passe d’Achraf Hakimi. En seconde période, Monaco revient avec un penalty de Ben Seghir (53e) et un but d’Embolo (60e). Paris réagit rapidement : Dembélé égalise à la 64e, Ramos redonne l’avantage d’une tête sur corner à la 83e, puis Dembélé inscrit un second but dans le temps additionnel (90e+7). Le match est marqué par la blessure de Gianluigi Donnarumma, touché au visage par Wilfried Singo à la 17e minute. Le gardien est remplacé par Safonov, tandis que Singo n’est pas expulsé, ce qui suscite des critiques. Grâce à cette victoire, le PSG prend dix points d’avance en tête de la Ligue 1 et termine l’année sur une prestation solide,.
Paris s’impose 2-1 contre l’AS Saint-Étienne au Parc des Princes lors de la 17e journée. Ousmane Dembélé est le héros du match avec un doublé : il ouvre le score dès la 13e minute d’une frappe croisée, puis transforme un penalty en seconde période. Saint-Étienne réduit l’écart grâce à un coup franc de Zuriko Davitashvili, mais le PSG parvient à conserver son avantage jusqu’à la fin du match. Cette victoire permet aux Parisiens de rester invaincus après 17 journées et de consolider leur première place au classement, confirmant leur domination en Ligue 1 cette saison,.

#### Journées 18 à 21
Le PSG s’impose 2-1 à Lens lors de la 18e journée de Ligue 1, grâce à des buts de Fabian Ruiz et Bradley Barcola. Lens ouvre le score à la 36e minute par un coup de tête de M’Bala Nzola. En seconde période, Paris réagit : Barcola délivre une passe décisive à Ruiz à la 59e minute pour égaliser. Puis, à la 86e minute, Barcola marque lui-même le but de la victoire, offrant trois points précieux au PSG. Ce succès permet au PSG de rester solide en tête du championnat,.
Le Paris Saint-Germain est tenu en échec 1-1 par le Stade de Reims au Parc des Princes lors de la 19e journée. Malgré cette égalité, le PSG conserve une avance de dix points en tête du championnat. Ousmane Dembélé ouvre le score dès la 47e minute, bien servi par le nouveau venu Khvicha Kvaratskhelia. Cependant, Keito Nakamura égalise pour Reims à la 56e minute, profitant d'une contre-attaque rapide initiée par Marshall Munetsi. Le PSG domine la possession avec 78% mais peine à concrétiser ses occasions. Le gardien rémois, Yehvann Diouf, réalise plusieurs arrêts décisifs, dont une intervention sur un tir à bout portant de Gonçalo Ramos. Malgré les efforts de Bradley Barcola et Vitinha en fin de match, le score reste inchangé. Ce match marque la fin de la série parfaite du PSG en Ligue 1 cette saison, mais le club reste invaincu et solide leader du championnat,.
Le Paris Saint-Germain s'impose 5-2 à Brest lors de la 20e journée, consolidant ainsi sa place de leader invaincu du championnat. Ousmane Dembélé réalise son deuxième triplé en une semaine, portant son total à 18 buts en 11 matchs, un exploit inédit dans l'histoire du club. Après une ouverture du score de Dembélé à la 29e minute, Brest égalise en début de seconde période grâce à une frappe de Romain Del Castillo (50e). Le PSG reprend l'avantage à la 57e minute sur un tir de Fabián Ruiz repoussé par le gardien adverse, permettant à Dembélé de marquer son deuxième but. Il complète son triplé à la 62e minute, puis Gonçalo Ramos inscrit un doublé en fin de match (89e et 90e+7). Cette victoire permet au PSG de porter son total à 50 points après 20 journées, avec 13 points d'avance sur l'Olympique de Marseille, et de poursuivre sa série d'invincibilité en Ligue 1,.
Le PSG s’impose largement 4-1 contre l’AS Monaco au Parc des Princes. Vitinha ouvre le score sur un superbe coup franc dès la 6e minute, mais Zakaria égalise pour Monaco à la 17e. En seconde période, Kvaratskhelia marque son premier but avec Paris à la 54e minute pour redonner l’avantage aux siens. Ousmane Dembélé, en grande forme, inscrit ensuite un doublé (57e, 90e), portant son total à 16 buts cette saison en championnat. Grâce à cette victoire, le PSG reste invaincu, conforte sa place de leader avec 13 points d’avance sur Marseille, et confirme sa dynamique positive,.

#### Journées 22 à 25
Le PSG s’impose 1-0 face à Toulouse au Stadium. La première mi-temps est équilibrée, avec une belle occasion pour Aboukhlal côté toulousain. Au retour des vestiaires, Fabián Ruiz ouvre le score à la 52e minute après un corner mal dégagé et un rebond sur la barre. Toulouse tente de revenir, mais la défense parisienne reste solide. Paris contrôle la fin de match, conserve la tête du championnat avec 10 points d’avance, et poursuit sa série d’invincibilité à l’extérieur en Ligue 1,.
Le Paris Saint-Germain s'impose 3-2 sur la pelouse de l'Olympique Lyonnais, au terme d'une seconde mi-temps spectaculaire. Achraf Hakimi ouvre le score à la 53e minute, suivi par Ousmane Dembélé qui double la mise six minutes plus tard. Lyon réduit l'écart grâce à Rayan Cherki à la 83e minute, mais Hakimi inscrit un second but deux minutes après, redonnant une avance confortable au PSG. Malgré un but de Corentin Tolisso dans les arrêts de jeu, les Parisiens conservent leur avantage et remportent le match. Cette victoire permet au PSG de maintenir son invincibilité en Ligue 1 et de creuser l'écart en tête du championnat,.
Le PSG s’impose largement 4-1 face à Lille au Parc des Princes. Paris frappe fort en première période avec quatre buts inscrits en moins de 40 minutes : Barcola ouvre le score dès la 6e minute, suivi de Marquinhos (22e), Dembélé (28e) et Doué (37e). Le jeu rapide et offensif des Parisiens étouffe les Lillois, qui ne trouvent la faille qu’en fin de match grâce à un but de Jonathan David à la 80e minute. Solide et spectaculaire, le PSG confirme sa forme exceptionnelle et conserve une confortable avance en tête du championnat avec 62 points, soit 16 de plus que son dauphin,.
Le Paris Saint-Germain s’impose 4-1 à Rennes lors de la 25e journée, renforçant ainsi sa place de leader avec 16 points d’avance sur Marseille. Malgré une équipe largement remaniée, les Parisiens prennent rapidement l’avantage grâce à Bradley Barcola, qui ouvre le score à la 27e minute. Gonçalo Ramos double la mise peu après le retour des vestiaires, à la 50e minute. Rennes réagit rapidement avec un but de Lilian Brassier à la 53e minute, réduisant l’écart. Cependant, en fin de match, Ousmane Dembélé, entré en cours de jeu à la 64e minute, s’illustre en inscrivant un doublé dans le temps additionnel (90e+1 et 90e+4), portant son total à 20 buts en Ligue 1 cette saison,.

#### Journées 26 à 30
Le Paris Saint-Germain s’impose avec autorité face à l’Olympique de Marseille (3-1) lors du Classique disputé au Parc des Princes. Les Parisiens prennent rapidement l’ascendant grâce à Ousmane Dembélé, qui ouvre le score à la 17e minute après une passe de Fabián Ruiz. Peu avant la pause, Nuno Mendes double la mise (42e), également servi par Ruiz, auteur d’un match très complet. Au retour des vestiaires, l’OM tente de réagir. Amine Gouiri réduit l’écart à la 51e minute, redonnant un court espoir aux Marseillais. Mais Paris reprend rapidement le contrôle, et c’est Pol Lirola, malchanceux, qui marque contre son camp à la 76e minute, scellant le score à 3-1. Grâce à cette victoire, le PSG confirme son statut de leader du championnat et creuse encore un peu plus l’écart avec ses poursuivants,.
Le PSG s’impose largement 6-1 contre Saint-Étienne au Stade Geoffroy-Guichard. Malgré l’ouverture du score rapide de Saint-Étienne dès la 9e minute par Lucas Stassin, Paris réagit avant la pause grâce à un penalty transformé par Gonçalo Ramos. En seconde période, le PSG prend le contrôle total du match avec cinq buts inscrits : Khvicha Kvaratskhelia donne l’avantage, puis Désiré Doué marque à deux reprises, suivi par João Neves et enfin Ibrahim Mbaye qui clôt le score à la 90e minute. Avec cette victoire écrasante, Paris consolide sa place de leader avec 71 points, creusant un écart de 21 points sur son principal poursuivant, l’AS Monaco,. L’AS Monaco l'emporte face à Nice, le succès monégasque retarde le titre du PSG.
Le Paris Saint-Germain remporte officiellement son 13e titre de champion de France après sa victoire 1-0 contre Angers au Parc des Princes, lors de la 28e journée de Ligue 1. Le seul but du match est inscrit par Désiré Doué à la 55e minute, d’un tir précis suite à un centre de Khvicha Kvaratskhelia. Le PSG domine largement la rencontre, avec plus de 80% de possession et 20 tirs au total. Cette victoire porte leur avance à 24 points sur l’AS Monaco, qui ne peut plus rattraper Paris même en cas de succès lors de ses derniers matchs,,.
Le PSG poursuit sa saison invaincue en Ligue 1 en s’imposant 2-1 face à Le Havre au Parc des Princes. Désiré Doué ouvre le score dès la 8e minute, suivi d’un second but signé Gonçalo Ramos à la 50e. Malgré une réduction du score par Issa Soumaré sur coup de pied arrêté à la 60e, les Parisiens gardent le contrôle du match jusqu’à la fin. Paris domine largement la possession et les occasions, avec un total de 11 tirs cadrés contre seulement 1 pour Le Havre. Cette victoire marque le 10e succès consécutif du PSG en championnat, qui affiche désormais un bilan impressionnant de 26 victoires et 6 nuls cette saison, confirmant sa place de leader et son objectif d’une saison sans défaite,.
Le PSG fait match nul 1-1 contre Nantes lors de la 29e journée de Ligue 1, mettant fin à sa série de 10 victoires consécutives mais restant invaincu cette saison (27 victoires, 6 nuls). Vitinha ouvre le score à la 33e minute, Nantes égalise à la 83e grâce à Douglas Augusto. Paris établit un record d’invincibilité à l’extérieur avec 39 matchs sans défaite,. Le Paris Saint-Germain joue ce match en retard de la 29e journée de Ligue 1 contre Nantes, un match décalé pour préparer son quart de finale retour en Ligue des Champions contre Aston Villa.

#### Journées 31 à 34
Le Paris Saint-Germain subit sa première défaite de la saison en championnat, s'inclinant 3-1 à domicile face à l'OGC Nice. Morgan Sanson, ouvre le score pour Nice à la 35e minute. Fabián Ruiz égalise pour le PSG six minutes plus tard. Cependant, dès le début de la seconde période, Sanson inscrit un second but, redonnant l'avantage à Nice. Youssouf Ndayishimiye scelle la victoire niçoise à la 70e minute. Malgré une possession de 75% et de nombreuses occasions, le PSG se heurte à un Marcin Bulka impérial dans les cages niçoises. Cette défaite met fin à une série de 30 matchs sans défaite en championnat pour le PSG,.
Le Paris Saint-Germain subit une deuxième défaite consécutive en Ligue 1, s'inclinant 2-1 face au RC Strasbourg. Luis Enrique aligne une équipe largement remaniée, intégrant plusieurs jeunes joueurs, en vue de préserver ses titulaires pour la demi-finale retour de Ligue des champions contre Arsenal. Strasbourg ouvre le score à la 20e minute sur un corner dévié par Lucas Hernandez dans ses propres filets. Juste avant la mi-temps, Félix Lemaréchal double la mise pour les Alsaciens d'une frappe enroulée. Au retour des vestiaires, Bradley Barcola réduit l'écart dès la 46e minute, mais malgré une domination en seconde période, le PSG ne parvient pas à égaliser. Cette défaite met fin à une série de 39 matchs sans défaite à l'extérieur en championnat pour le PSG, un record qui durait depuis plus de deux ans,.
Paris s'impose 4-1 sur la pelouse de Montpellier lors de la 33e journée de Ligue 1, mettant fin à une série de deux défaites consécutives en championnat. Trois jours après sa qualification en finale de la Ligue des champions, le PSG aligne une équipe largement remaniée, avec plusieurs jeunes joueurs titulaires. Le jeune Senny Mayulu ouvre le score à la 44e minute d'une frappe du gauche après un échange avec Warren Zaïre-Emery. En seconde période, Gonçalo Ramos inscrit un triplé en 16 minutes : d'abord à la 49e minute sur une passe d'Ibrahim Mbaye, puis en transformant un penalty à la 59e minute, et enfin à la 65e minute d'une frappe puissante depuis l'extérieur de la surface après un contrôle orienté sur une longue passe d'Arnau Tenas. Tanguy Coulibaly réduit l'écart pour Montpellier à la 64e minute, mais sans conséquence sur l'issue du match,.
Le Paris Saint-Germain conclut sa saison de Ligue 1 par une victoire 3-1 contre l’AJ Auxerre au Parc des Princes. Déjà assurés du titre depuis plusieurs semaines, les Parisiens débutent pourtant la rencontre en étant menés : Lassine Sinayoko ouvre le score pour Auxerre à la 31e minute. Au retour des vestiaires, le PSG hausse le rythme. Khvicha Kvaratskhelia égalise à la 59e minute d’un tir placé. Marquinhos donne ensuite l’avantage aux siens sur corner à la 67e, avant que Kvaratskhelia ne scelle la victoire d’un doublé dans le temps additionnel (90e). Paris termine ainsi la saison avec 84 points, largement en tête devant l’OM (65 points). Ce match sans enjeu permet aussi à Luis Enrique de donner du temps de jeu à plusieurs jeunes joueurs, tout en préparant les deux dernières échéances cruciales de la saison : la finale de la Coupe de France contre Reims le 24 mai et celle de la Ligue des champions contre l’Inter Milan le 31 mai,.

#### Classement
| Rang | Équipe                       | Pts | J  | G  | N | P | Bp | Bc | Diff | Qualification ou relégation                                                     |
| ---- | ---------------------------- | --- | -- | -- | - | - | -- | -- | ---- | ------------------------------------------------------------------------------- |
| 1    | Paris Saint-Germain T S C C1 | 84  | 34 | 26 | 6 | 2 | 92 | 35 | +57  | Qualification pour la phase de ligue de la Ligue des champions                  |
| 2    | Olympique de Marseille       | 65  | 34 | 20 | 5 | 9 | 74 | 47 | +27  | Qualification pour la phase de ligue de la Ligue des champions                  |
| 3    | AS Monaco                    | 61  | 34 | 18 | 7 | 9 | 63 | 41 | +22  | Qualification pour la phase de ligue de la Ligue des champions                  |
| 4    | OGC Nice                     | 60  | 34 | 17 | 9 | 8 | 66 | 41 | +25  | Qualification pour le troisième tour de qualification de la Ligue des champions |
| 5    | LOSC Lille                   | 60  | 34 | 17 | 9 | 8 | 52 | 36 | +16  | Qualification pour la phase de ligue de la Ligue Europa                         |

#### Évolution du classement et des résultats
| Journée  | 1 | 2 | 3 | 4 | 5 | 6 | 7 | 8 | 9 | 10 | 11 | 12 | 13 | 14 | 15 | 16 | 17 | 18 | 19 | 20 | 21 | 22 | 23 | 24 | 25 | 26 | 27 | 28 | 30 | 29 | 31 | 32 | 33 | 34 | Journées en tête |
| -------- | - | - | - | - | - | - | - | - | - | -- | -- | -- | -- | -- | -- | -- | -- | -- | -- | -- | -- | -- | -- | -- | -- | -- | -- | -- | -- | -- | -- | -- | -- | -- | ---------------- |
| Rang     | 2 | 1 | 1 | 1 | 1 | 1 | 2 | 1 | 1 | 1  | 1  | 1  | 1  | 1  | 1  | 1  | 1  | 1  | 1  | 1  | 1  | 1  | 1  | 1  | 1  | 1  | 1  | 1  | 1  | 1  | 1  | 1  | 1  | 1  | 32               |
| Résultat | G | G | G | G | N | G | N | G | G | G  | G  | G  | N  | N  | G  | G  | G  | G  | N  | G  | G  | G  | G  | G  | G  | G  | G  | G  | G  | N  | P  | P  | G  | G  | —                |

### Ligue des champions

#### Phase de ligue
Le PSG s’impose 1‑0 face à Gérone au Parc des Princes grâce à un centre de Nuno Mendes dévié dans les buts par le gardien Paulo Gazzaniga à la 90e minute, offrant une victoire laborieuse mais méritée en Ligue des Champions. Les Parisiens dominent largement (64% de possession, 26 tirs) mais peinent en attaque (6 tirs cadrés), et Gérone résiste jusqu’à l’erreur fatale de son portier,.
Le PSG s’incline 2-0 face à Arsenal lors de son deuxième match de Ligue des Champions. Timides en première période, les Parisiens encaissent deux buts rapides : un de Havertz (20e) et un coup franc de Saka (35e). En seconde mi-temps, Paris montre un meilleur visage avec quelques occasions (Neves touche la barre, tête de Marquinhos), mais reste trop imprécis pour revenir au score. Donnarumma est pointé du doigt pour ses hésitations, et le pressing collectif reste insuffisant. Après deux matchs, Paris a une victoire et une défaite,.
Le PSG est tenu en échec 1-1 par le PSV Eindhoven a à domicile lors de la troisième journée. Malgré une nette domination avec 26 tirs, dont 8 cadrés, les Parisiens manquent d’efficacité offensive. Ousmane Dembélé, très actif, frappe la barre transversale à bout portant et rate plusieurs occasions franches. Achraf Hakimi permet à Paris d’égaliser à la 55e minute grâce à une frappe déviée. En fin de match, un penalty accordé au PSG est annulé après intervention du VAR, et une tête de Marquinhos est sauvée sur la ligne. Ce nul laisse le PSG avec 4 points en trois matchs, avant des rendez-vous décisifs contre l’Atlético de Madrid et le Bayern Munich,.
Le PSG s’incline 2-1 face à l’Atlético Madrid. Warren Zaïre-Emery ouvre le score tôt, mais les Madrilènes égalisent rapidement grâce à Nahuel Molina. Malgré une domination de plus de 70% de possession, le PSG manque d’efficacité offensive, avec des occasions ratées de Dembélé, Hakimi et Barcola, et un Jan Oblak impérial dans les buts adverses. Angel Correa offre la victoire à l’Atlético dans les arrêts de jeu. Vitinha, placé en milieu défensif, montre des faiblesses, et Donnarumma est critiqué sur le dernier but. Avec seulement 4 points en 4 matchs, le PSG voit ses chances de qualification directe se compliquer,.
Le PSG s’incline 1-0 contre le Bayern Munich lors de la cinquième journée, avec un but de Kim Min-jae sur corner à la 38e minute. Malgré une domination de plus de 60% de possession, Paris manque d’efficacité offensive et voit Ousmane Dembélé expulsé à la 56e minute, ce qui complique encore ses chances de qualification directe. En infériorité numérique, le PSG ne parvient pas à revenir et doit impérativement obtenir des résultats positifs lors des prochaines rencontres pour rester en course,.
Le PSG s’impose 3-0 à Salzbourg lors de la sixième journée, avec des buts de Gonçalo Ramos, Nuno Mendes et Désiré Doué. Dominant largement la possession et les occasions, Paris renoue avec l’efficacité offensive et contrôle le match, permettant au club de revenir à la 24e place, dernière position qualificative pour les barrages. Cette victoire est cruciale pour espérer poursuivre son parcours européen,.
Le PSG réalise une remontée spectaculaire en battant Manchester City 4-2 lors de la septième journée. Menés 2-0 après des buts de Jack Grealish et Erling Haaland en début de seconde période, les Parisiens réagissent rapidement et inscrivent quatre buts sans réponse. Ousmane Dembélé ouvre le compteur, suivi par Bradley Barcola et João Neves, avant que Gonçalo Ramos ne scelle la victoire dans le temps additionnel. Ce succès relance complètement la campagne européenne des Parisiens,.
Le PSG s’impose largement 4-1 à Stuttgart lors de la dernière journée , grâce à un triplé d’Ousmane Dembélé, qui réalise son premier hat-trick avec le club. Bradley Barcola ouvre le score rapidement, et Dembélé enchaîne avec trois buts. Malgré un but contre son camp de Willian Pacho, Stuttgart ne parvient pas à revenir. Vitinha brille au milieu avec une grande maîtrise du jeu. Cette victoire assure la qualification du PSG pour les barrages, où il affrontera soit Brest soit Monaco,.

#### Phase finale
Le Paris Saint-Germain s’impose 3-0 sur la pelouse de Roudourou lors du barrage aller contre Brest. Vitinha ouvre le score sur penalty à la 21e minute après une main dans la surface, puis Ousmane Dembélé inscrit un doublé (45e et 66e), confirmant sa grande forme du moment. Dominateurs dans le jeu, les Parisiens maîtrisent largement la rencontre et prennent ainsi une sérieuse option sur la qualification avant le match retour,.
Le Paris Saint-Germain confirme sa supériorité en s’imposant 7-0 face à Brest lors du match retour des barrages de la Ligue des champions, après avoir déjà gagné 3-0 à l’aller. Dans un Parc des Princes plein, les Parisiens déroulent leur jeu et inscrivent sept buts grâce à sept buteurs différents – un record historique dans la compétition. Barcola, Kvaratskhelia, Vitinha, Doué, Nuno Mendes, Gonçalo Ramos et Mayulu trouvent tour à tour le chemin des filets, illustrant la puissance collective de l’effectif parisien. Avec un score cumulé de 10-0, le PSG accède aisément aux huitièmes de finale, tandis que Brest quitte la Ligue des champions la tête haute après une première participation européenne remarquable, malgré cette lourde défaite,.
Le Paris Saint-Germain s'incline 1-0 face à Liverpool lors du match aller des huitièmes de finale. Malgré une nette domination avec 27 tirs dont 10 cadrés contre seulement 2 pour Liverpool, les Parisiens ne parviennent pas à concrétiser leurs occasions. Khvicha Kvaratskhelia voit son but refusé pour un hors-jeu à la 20e minute. En fin de match, à la 87e minute, Harvey Elliott marque pour Liverpool sur sa première touche de balle après être entré en jeu, offrant aux Reds un avantage précieux avant le match retour,.
Le Paris Saint-Germain réalise un exploit en éliminant Liverpool lors du match retour des huitièmes de finale à Anfield. Après une défaite 1-0 à l'aller, les Parisiens égalisent au score cumulé grâce à un but précoce d'Ousmane Dembélé (12e minute). Le match se termine sur un score de 1-0, égalisant le total des deux matchs, et le PSG s'impose 4-1 lors de la séance de tirs au but. Gianluigi Donnarumma se distingue en réalisant deux arrêts décisifs, permettant ainsi au PSG de se qualifier pour les quarts de finale,.
Le Paris Saint-Germain prend une sérieuse option sur la qualification pour les demi-finales en s’imposant 3-1 face à Aston Villa en quart de finale aller. Malgré l’ouverture du score des Anglais par Morgan Rogers à la 35e minute, les Parisiens réagissent rapidement : Désiré Doué égalise d’une magnifique frappe enroulée quatre minutes plus tard. Dès le début de la seconde période, Khvicha Kvaratskhelia donne l’avantage au PSG d’un superbe tir après un crochet dans la surface. En toute fin de match, Nuno Mendes conclut une belle action collective dans le temps additionnel, portant le score à 3-1. Dominateurs dans le jeu, les hommes de Luis Enrique maîtrisent la rencontre et abordent le match retour à Birmingham avec un net avantage,.
Le Paris Saint-Germain se qualifie pour les demi-finales malgré une défaite 3-2 à Aston Villa lors du quart de finale retour. Rapidement en tête grâce à des buts d’Hakimi et Nuno Mendes, le PSG est ensuite bousculé par une impressionnante réaction des Anglais, qui marquent trois fois par Tielemans, McGinn et Konsa. Sous pression jusqu’au bout, les Parisiens s’en sortent grâce à leur avantage acquis à l’aller (victoire 3-1) et quelques parades décisives de Donnarumma, pour un score cumulé de 5-4 en leur faveur,.
Le PSG s’impose 1‑0 face à Arsenal en demi-finale aller grâce à un but rapide d’Ousmane Dembélé à la 4e minute. L’équipe parisienne maîtrise ensuite les assauts londoniens en seconde période, portée par un grand Donnarumma, et repart avec un avantage précieux avant le match retour au Parc des Princes,.
Le Paris Saint-Germain s'est qualifié pour la finale de la Ligue des champions en battant Arsenal 2-1 lors du match retour, après une victoire 1-0 à l'aller, portant le score cumulé à 3-1. Fabian Ruiz a ouvert le score à la 27e minute, suivi d'un but d'Achraf Hakimi à la 72e. Arsenal a réduit l'écart grâce à Bukayo Saka à la 76e minute, mais cela n'a pas suffi,.
Le 31 mai 2025, le Paris Saint-Germain a remporté sa première Ligue des champions en écrasant l'Inter Milan 5-0 lors de la finale à Munich. Désiré Doué a été l'élément clé, inscrivant deux buts et délivrant une passe décisive, devenant ainsi le premier joueur à être impliqué sur trois buts en finale sous le format actuel de la Ligue des champions. Achraf Hakimi a ouvert le score à la 12e minute, suivi d'un doublé de Doué à la 20e. Les deux derniers buts ont été inscrits par Kvaratskhelia et Mayulu. Cette victoire marque le plus large écart jamais enregistré en finale de la Ligue des champions et offre au PSG son premier titre européen majeur. L'entraîneur Luis Enrique, qui avait déjà remporté la compétition en 2015 avec le FC Barcelone, devient ainsi le deuxième entraîneur à décrocher deux Ligues des champions avec deux clubs différents,,,.

### Matchs officiels de la saison
| Compétition   | J./Tour | Date               | Domicile               | Rés.         | Extérieur              | Cl. |
| ------------- | ------- | ------------------ | ---------------------- | ------------ | ---------------------- | --- |
| Ligue 1       | J1      | 16 août 2024       | Le Havre AC            | 1-4          | Paris SG               | 2e  |
| Ligue 1       | J2      | 23 août 2024       | Paris SG               | 6-0          | Montpellier HSC        | 1er |
| Ligue 1       | J3      | 1er septembre 2024 | Lille OSC              | 1-3          | Paris SG               | 1er |
| Ligue 1       | J4      | 14 septembre 2024  | Paris SG               | 3-1          | Stade brestois 29      | 1er |
| LDC           | J1      | 18 septembre 2024  | Paris SG               | 1-0          | Girona FC              | 15e |
| Ligue 1       | J5      | 21 septembre 2024  | Stade de Reims         | 1-1          | Paris SG               | 1er |
| Ligue 1       | J6      | 27 septembre 2024  | Paris SG               | 3-1          | Stade rennais          | 1er |
| LDC           | J2      | 1er octobre 2024   | Arsenal FC             | 2-0          | Paris SG               | 19e |
| Ligue 1       | J7      | 6 octobre 2024     | OGC Nice               | 1-1          | Paris SG               | 2e  |
| Ligue 1       | J8      | 19 octobre 2024    | Paris SG               | 4-2          | RC Strasbourg          | 1er |
| LDC           | J3      | 22 octobre 2024    | Paris SG               | 1-1          | PSV Eindhoven          | 19e |
| Ligue 1       | J9      | 27 octobre 2024    | Olympique de Marseille | 0-3          | Paris SG               | 1er |
| Ligue 1       | J10     | 17 novembre 2024   | Paris SG               | 1-0          | RC Lens                | 1er |
| LDC           | J4      | 6 novembre 2024    | Paris SG               | 1-2          | Atlético Madrid        | 25e |
| Ligue 1       | J11     | 9 novembre 2024    | Angers SCO             | 2-4          | Paris SG               | 1er |
| Ligue 1       | J12     | 22 novembre 2024   | Paris SG               | 3-0          | Toulouse FC            | 1er |
| LDC           | J5      | 26 novembre 2024   | Bayern Munich          | 1-0          | Paris SG               | 25e |
| Ligue 1       | J13     | 30 novembre 2024   | Paris SG               | 1-1          | FC Nantes              | 1er |
| Ligue 1       | J14     | 6 décembre 2024    | AJ Auxerre             | 0-0          | Paris SG               | 1er |
| LDC           | J6      | 10 décembre 2024   | RB Salzbourg           | 0-3          | Paris SG               | 25e |
| Ligue 1       | J15     | 15 décembre 2024   | Paris SG               | 3-1          | Olympique lyonnais     | 1er |
| Ligue 1       | J16     | 18 décembre 2024   | AS Monaco              | 2-4          | Paris SG               | 1er |
| C.France      | 32e     | 22 décembre 2024   | RC Lens                | 1-1 (3-4)tab | Paris SG               | —   |
| TDC           | Finale  | 5 janvier 2025     | Paris SG               | 1-0          | AS Monaco              | —   |
| Ligue 1       | J17     | 12 janvier 2025    | Paris SG               | 2-1          | AS Saint-Etienne       | 1er |
| C.France      | 16e     | 15 janvier 2025    | FC Espaly              | 2-4          | Paris SG               | —   |
| Ligue 1       | J18     | 18 janvier 2025    | RC Lens                | 1-2          | Paris SG               | 1er |
| LDC           | J7      | 22 janvier 2025    | Paris SG               | 4-2          | Manchester City        | 22e |
| Ligue 1       | J19     | 25 janvier 2025    | Paris SG               | 1-1          | Stade de Reims         | 1er |
| LDC           | J8      | 29 janvier 2025    | VfB Stuttgart          | 1-4          | Paris SG               | 15e |
| Ligue 1       | J20     | 1er février 2025   | Stade brestois 29      | 2-5          | Paris SG               | 1er |
| C.France      | 8e      | 4 février 2025     | Le Mans FC             | 0-2          | Paris SG               | —   |
| Ligue 1       | J21     | 7 février 2025     | Paris SG               | 4-1          | AS Monaco              | 1er |
| LDC           | B/A     | 11 février 2025    | Stade brestois 29      | 0-3          | Paris SG               | —   |
| Ligue 1       | J22     | 15 février 2025    | Toulouse FC            | 0-1          | Paris SG               | 1er |
| LDC           | B/R     | 19 février 2025    | Paris SG               | 7-0          | Stade brestois 29      | —   |
| Ligue 1       | J23     | 23 février 2025    | Olympique lyonnais     | 2-3          | Paris SG               | 1er |
| C.France      | Quarts  | 26 février 2025    | Stade briochin         | 0-7          | Paris SG               | —   |
| Ligue 1       | J24     | 1er mars 2025      | Paris SG               | 4-1          | Lille OSC              | 1er |
| LDC           | 8es/A   | 5 mars 2025        | Paris SG               | 0-1          | Liverpool FC           | —   |
| Ligue 1       | J25     | 8 mars 2025        | Stade rennais          | 1-4          | Paris SG               | 1er |
| LDC           | 8es/R   | 11 mars 2025       | Liverpool FC           | 0-1 (1-4)tab | Paris SG               | —   |
| Ligue 1       | J26     | 16 mars 2025       | Paris SG               | 3-1          | Olympique de Marseille | 1er |
| Ligue 1       | J27     | 29 mars 2025       | AS Saint-Etienne       | 1-6          | Paris SG               | 1er |
| C.France      | Demi    | 1er avril 2025     | USL Dunkerque          | 2-4          | Paris SG               | —   |
| Ligue 1       | J28     | 5 avril 2025       | Paris SG               | 1-0          | Angers SCO             | 1er |
| LDC           | QF/A    | 9 avril 2025       | Paris SG               | 3-1          | Aston Villa            | —   |
| LDC           | QF/R    | 15 avril 2025      | Aston Villa            | 3-2          | Paris SG               | —   |
| Ligue 1       | J30     | 19 avril 2025      | Paris SG               | 2-1          | Le Havre AC            | 1er |
| Ligue 1       | J29     | 22 avril 2025      | FC Nantes              | 1-1          | Paris SG               | 1er |
| Ligue 1       | J31     | 25 avril 2025      | Paris SG               | 1-3          | OGC Nice               | 1er |
| LDC           | DF/A    | 29 avril 2025      | Arsenal FC             | 0-1          | Paris SG               | —   |
| Ligue 1       | J32     | 3 mai 2025         | RC Strasbourg          | 2-1          | Paris SG               | 1er |
| LDC           | DF/R    | 7 mai 2025         | Paris SG               | 2-1          | Arsenal FC             | —   |
| Ligue 1       | J33     | 10 mai 2025        | Montpellier HSC        | 1-4          | Paris SG               | 1er |
| Ligue 1       | J34     | 17 mai 2025        | Paris SG               | 3-1          | AJ Auxerre             | 1er |
| C.France      | Finale  | 24 mai 2025        | Paris SG               | 3-0          | Stade de Reims         | —   |
| LDC           | Finale  | 31 mai 2025        | Paris SG               | 5-0          | Inter Milan            | —   |
| CDM des clubs | J1      | 15 juin 2025       | Paris SG               | 4-0          | Atlético Madrid        | 1er |
| CDM des clubs | J2      | 19 juin 2025       | Paris SG               | 0-1          | Botafogo FR            | 2e  |
| CDM des clubs | J3      | 23 juin 2025       | Seattle Sounders       | 0-2          | Paris SG               | 1er |
| CDM des clubs | 8e      | 29 juin 2025       | Paris SG               | 4-0          | Inter Miami            | —   |
| CDM des clubs | Quarts  | 5 juillet 2025     | Paris SG               | 2-0          | Bayern Munich          | —   |
| CDM des clubs | Demi    | 9 juillet 2025     | Paris SG               | 4-0          | Real Madrid            | —   |
| CDM des clubs | Finale  | 13 juillet 2025    | Chelsea FC             | 3-0          | Paris SG               | —   |

## Joueurs et encadrement technique

### Effectif professionnel
| Groupe Elite |    |                      |              |                     |                |                |           |  |
| \| N° \| P. \| Nat. \| Nom \| Date de naissance \| Sélection \| Club précédent \| Contrat \| \| \| 43 \| D \| \| Noham Kamara \| 22/01/2007 (18 ans) \| – \| Formé au club \| 2025-2027 \| \| \| 48 \| D \| \| Axel Tape \| 10/08/2007 (17 ans) \| France -18 ans \| Formé au club \| 2024-2025 \| \| |    |                      |              |                     |                |                |           |  |
| |    |                      |              |                     |                |                |           |  |
| N° | P. | Nat.                 | Nom          | Date de naissance   | Sélection      | Club précédent | Contrat   |  |
| 43 | D  | Drapeau de la France | Noham Kamara | 22/01/2007 (18 ans) | –              | Formé au club  | 2025-2027 |  |
| 48 | D  | Drapeau de la France | Axel Tape    | 10/08/2007 (17 ans) | France -18 ans | Formé au club  | 2024-2025 |  |

| N° | P. | Nat.                 | Nom          | Date de naissance   | Sélection      | Club précédent | Contrat   |  |
| 43 | D  | Drapeau de la France | Noham Kamara | 22/01/2007 (18 ans) | –              | Formé au club  | 2025-2027 |  |
| 48 | D  | Drapeau de la France | Axel Tape    | 10/08/2007 (17 ans) | France -18 ans | Formé au club  | 2024-2025 |  |

En grisé, les sélections de joueurs internationaux chez les jeunes mais n'ayant jamais été appelés aux échelons supérieurs une fois l'âge-limite dépassé ou les joueurs ayant pris leur retraite internationale.

## Statistiques

### Bilan collectif
| Compétition              | Débute au tour   | Termine   | Matches joués | Gagnés | Nuls | Perdus | Buts pour | Buts contre | Différence |
| ------------------------ | ---------------- | --------- | ------------- | ------ | ---- | ------ | --------- | ----------- | ---------- |
| Trophée des champions    | Finale           | Vainqueur | 1             | 1      | 0    | 0      | 1         | 0           | +1         |
| Ligue 1                  | 1re journée      | Champion  | 34            | 26     | 6    | 2      | 92        | 35          | +57        |
| Ligue des champions      | Phase de ligue   | Vainqueur | 17            | 11     | 1    | 5      | 38        | 15          | +23        |
| Coupe de France          | 32e de finale    | Vainqueur | 6             | 5      | 1    | 0      | 21        | 5           | +16        |
| Coupe du monde des clubs | Phase de groupes | Finaliste | 7             | 5      | 0    | 2      | 16        | 4           | +12        |
| Total                    | —                | —         | 65            | 48     | 8    | 9      | 168       | 59          | +109       |